# Cosimo Fricelli
Cosimo Fricelli (Taranto, 1917 – Firenze, 1973) è stato un regista e attore italiano.

## Biografia

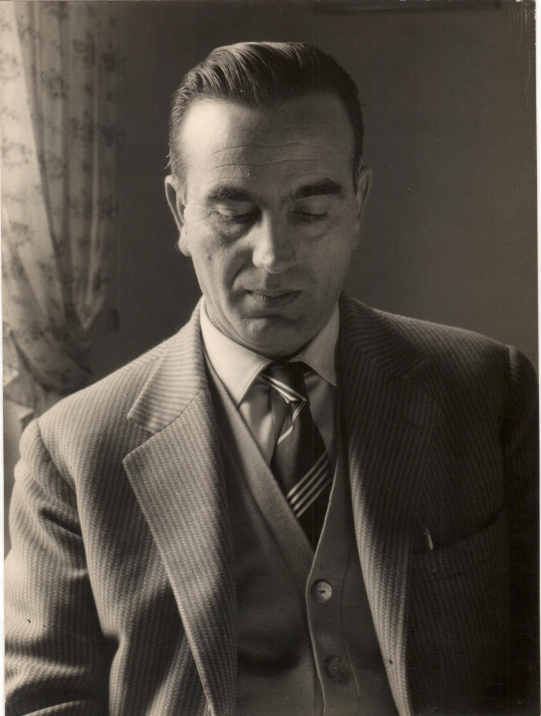
Cosimo Fricelli

Cosimo Fricelli nasce a Taranto nel 1917. Trasferitosi a Napoli si laurea in medicina presso l’Università degli Studi di Napoli. Si diploma privatamente in violino sotto la guida di Gioconda De Vito. A Napoli frequenta il teatro GUF divenendo primo attore insieme ad Achille Millo. Si esibirà nella compagnia insieme a Giuseppe Patroni Griffi (che scriverà per lui il suo primo lavoro teatrale “Dramma vicino ad un laghetto” andato perduto durante la seconda guerra mondiale), Antonio Ghirelli, Francesco Rosi e Giorgio Napolitano, futuro Presidente della Repubblica italiana.

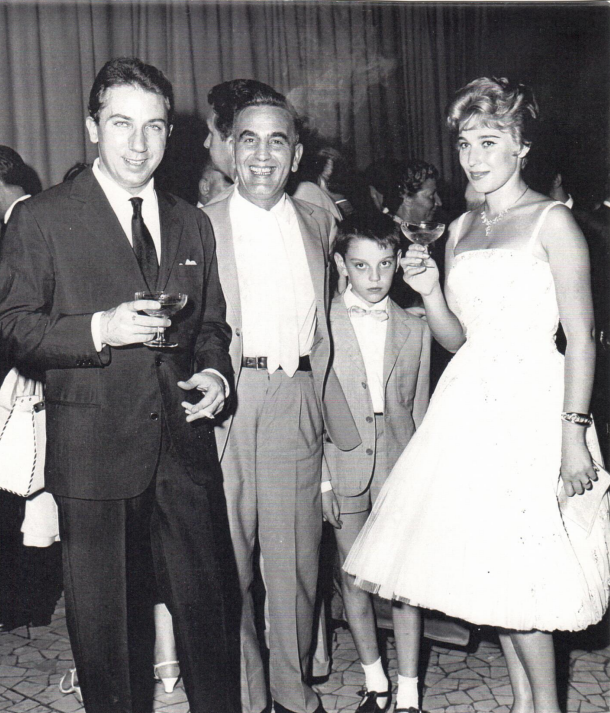
Mike Bongiorno insieme a Cosimo Fricelli, Giuseppe Fricelli e Edi Campagnoli dopo la vittoria al programma "Lascia o raddoppia?"

Cosimo Fricelli si esibirà anche nella compagnia di Renzo Ricci sostituendo il primo giovane attore ammalatosi. Dopo la laurea in medicina si trasferisce a Firenze, dove svolgerà la professione di medico. Diviene famoso al grande pubblico partecipando nel 1956 al famoso quiz “Lascia o Raddoppia?” di Mike Bongiorno vincendo il massimo premio di 5 milioni e seicentomila lire rispondendo a domande sul teatro di prosa. Negli anni ‘60 Fricelli fonderà il Piccolo Teatro dell’Oriuolo della città di Firenze con l’aiuto di Umberto Benedetto, Mario Mattolini e Mauro Pezzati.
Sul palcoscenico del teatro Piccolo dell’Oriuolo reciteranno alcuni fra i più importanti interpreti italiani, Evi Maltagliati, Elsa Merlini, Tino Besozzi, Aldo Giuffré e anche la regista Tatiana Pavlova. Fricelli Realizzerà in veste registica diversi lavori teatrali: “Marius” di Marcel Pagnol, una “Bella domenica di settembre” di Ugo Betti, “Oltre l’orizzonte” di Eugene O’Neil, “Piccolo Santo”, “Lumie di Sicilia”, “L’imbecille” (con attore Leo Gullotta) e “Berretto a Sonagli” di Pirandello (con attore Turi Ferro), queste ultime due regie verranno replicate al teatro Angelo Musco di Catania nel 1963.